# Karel Míšek (1915)
Karel Míšek (28. října 1915 Nová Hlína – 27. ledna 2009 Praha) byl český typograf, tvůrce písma, grafik, ilustrátor.

## Život
Otec malíře, grafika, ilustrátora a pedagoga Karla Míška ml. V letech 1942–1944 studoval na Rotterově soukromé škole užité grafiky v Praze, kde se seznámil s Josefem Týfou.

## Dílo

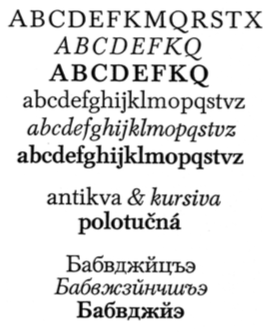
Antikva (1953) a graždanka (1954–55) Kolektiv

Před druhou světovou válkou a na jejím začátku byl zaměstnán u firmy Baťa jako grafik. Po skončení války se externě podílel s Josefem Týfou a Jaroslavem Bendou na vytváření reklamních diapozitivů do kin. Po roce 1950 byl s Týfou zaměstnán jako grafik u firmy Centrotex, kde se seznámil se Stanislavem Dudou. V tomto období se společně zaměřovali na systémová a koncepční řešení z oblasti zahraniční propagace textilního průmyslu. Roku 1952 založili ateliér DudaMíšekTýfa a ve stejné době také společně vytvořili písmo Kolektiv. Samostatně pak navrhoval grotesková písma, která užíval ve svých projektech a typografických úpravách. Je autorem logotypů Centrotex, Exico, Expo 58, Sigma, Benar. V poválečném období vytvořil grafickou úpravu časopisů For You a Glass Revue. Výtvarně zpracovával učebnice pro Státní pedagogické nakladatelství.
Kurátorem oborové výstavy – Soudobá užitá grafika (1978, Galerie Jaroslava Fragnera, Praha).